# 陈继德
陈继德（1920年4月—1990年4月18日），河北省安新县同口镇人。中国人民解放军将领。
1937年10月参加游击队，1938年3月加入中国共产党。抗日战争时期，担任冀中军区第十军分区政治部锄奸科副科长、组织科科长，冀中军区整训团政委、第77团政委。第二次国共内战，任晋察冀军区第3纵队第7旅第19团政委，华北军区步兵学校第2大队政委。中华人民共和国成立后，任中国人民解放军第19兵团军政干部学校政委，中国人民解放军东北军区第五政治干部学校副校长，中国人民解放军第二军政干部学校政治部主任。后任中国人民解放军陆军第67军第199师政委、第67军政治部主任、副政委、政委。1967年7月至1968年1月，任中国人民解放军第26军政委。1968年1月，任济南军区政治部主任。1968年8月，任总参谋部政治部主任。1970年7月至1972年12月，任中国人民解放军副总参谋长。1973年2月至1981年2月，任湖北省军区政委。1980年12月，任广州军区政治部主任。1990年4月18日，在广州逝世。
1955年9月被授予大校军衔。荣获二级独立自由勋章、二级解放勋章。